# Placidochromis longus
Placidochromis longus är en fiskart som beskrevs av Mark Hanssens 2004. Placidochromis longus ingår i släktet Placidochromis och familjen Cichlidae. Inga underarter finns listade i Catalogue of Life.